# Moiety
Moiety – połowa plemienia; termin w etnologii oznaczający jedną z dwóch uzupełniających się grup w organizacji plemiennej życia społecznego, religijnego i politycznego.

## Geneza
Koncepcję podziału plemion na dwie połowy zaproponowali w 1889 roku R. Fison i A.W. Howitt, którą następnie poparł Edward Burnet Tylor. Do literatury została wprowadzona przez H. Lowiego w 1920 który ją także sprecyzował jako jedną z połów plemienia.
Koncepcja moietów wyprowadzała dualistyczny model ustroju społecznego z dwóch rodów które tworzyły rudymentarne plemię  i wymieniały się wzajemnie kobietami (bezpośrednia wymiana małżeńska). Podział ten mógł się zacierać w miarę wzrostu demograficznego lecz często mógł pozostawać w wyżej wymienionej formie. H. Rivers wywodził tę organizację z fuzji dwóch plemion która doprowadziła do wzajemnej koegzystencji.
Dualistyczny system spełnia ważne funkcje w życiu społecznym i religijnym grupy pod warunkiem spełniania zasady wzajemności, choć nie wykluczona jest także ceremonialna wrogość (stosunki zaczepne) jak na przykładach w rytuałach inicjacji czy pogrzebowych, a także w gospodarce. Moiety niejednokrotnie mają związek z ideologią i wierzeniami jako odwzorowanie budowy kosmosu. Występują one bardzo często w społeczeństwach o 
matrylinearnym systemie pokrewieństwa co można tłumaczyć ich związkiem z pierwotnymi formami ustroju społecznego. Dualistyczny system moiet jest także widoczny w społeczeństwach o podwójnym systemie pokrewienstwa.

## Występowanie
Przykładem społeczeństwa o organizacji dwoistej są kalifornijscy 
Indianie z plemienia Miwoków. System moiet występuje także u południowo-amerykańskich Indian z grupy Ge: Szerente, Kaingang czy 
Apinayé.